# Nephelistis poliorhoda
Nephelistis poliorhoda là một loài bướm đêm trong họ Noctuidae.